# Cajamarcamierpitta
De cajamarcamierpitta (Grallaria cajamarcae) is een zangvogel uit de familie Grallariidae (mierpitta's). De vogel werd in 1927 als aparte soort beschreven door Frank Michler Chapman, later ondersoort binnen het taxon muiscamierpitta (G. rufula), maar sinds 2021 weer als aparte soort op de IOC World Bird List.

## Verspreiding en leefgebied
De soort komt voor in het noordwestelijk deel van de Peruaanse Andes in de landsdelen  Cajamarca, Piura en Lambayeque. De leefgebieden liggen in vochtig montaan bos op hoogten tussen 2850 en 3400 meter boven zeeniveau.